# 幽灵火箭

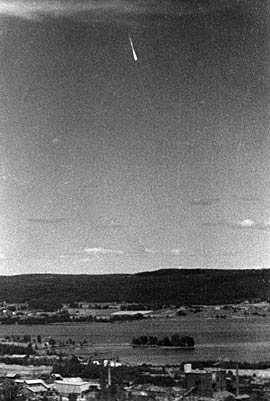
一张疑似“幽灵火箭”的照片。

幽灵火箭（ghost rockets），又称鬼魂火箭或者斯堪的纳维亚火箭，是1946年大量出现在瑞典及其附近国家上空的火箭和导弹形状不明飞行物。

## 目击和调查记录
记录显示，1946年2月26日，一名芬兰观察者最先观察到“幽灵火箭”。此后1946年5月到12月间，大概有2000次关于“幽灵火箭”的观测记录。其中最高峰出现在1946年8月9日和11日，共计有200次记录。
有关“幽灵火箭”的目击报告也不局限于斯堪的纳维亚地区。驻扎在希腊的英国军队也曾有过类似的记录，尤其是在塞萨洛尼基周围。1946年9月5日，时任希腊首相康斯坦丁诺·查尔达里斯接受采访时表示，9月1日他亲眼在马其顿和萨洛尼卡目击了“幽灵火箭”。1946年9月中旬，葡萄牙、比利时和意大利也相继出现了目击报告。

### 克罗梅加阿湖坠落事件

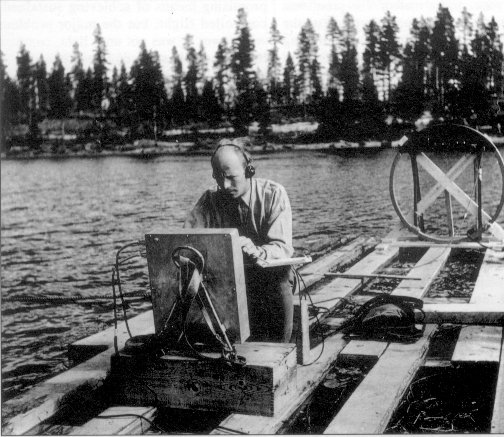
瑞典空军军官巴托尔正在克罗梅加阿湖寻找“幽灵火箭”。

“幽灵火箭”很少出现坠落的情形，零星的一些坠落报告，几乎都发生在湖面上。有目击者称，能够看到不明飞行物坠落之前，会贴在湖面上航行。接到报告后，瑞典军方派出了潜水员到达坠湖地点搜寻，但是除了在湖底看到环形坑和水生植物外，并没发现不明飞行物的痕迹。
最著名的坠落目击事件发生在1946年7月19日，有目击者报告，一枚灰色，火箭状的物体在克罗梅加阿湖上发生坠落。但是军方在坠落区域秘密搜寻了3个星期，仍然没有发现不明飞行物的残骸。主导此次搜寻的瑞典空军军官巴托尔在调查报告中表示，这种物体可能是由一种轻质材料制造而成，也许是一种镁合金并且容易分解，无法在搜寻仪器中探测出来。10月10日，瑞典国防军司令公开表示，大部分的目击报告含糊不清，可信度不高。但是确有一些物体无法被解释为自然现象、飞机或幻想，回声测深仪、军用雷达和其他的一些设备都接收到过这方面的信号，但是没有线索能够表明这些物体是自然现象或是一般的物体。

## 调查解释

### 流星说
起初，调查人员认为“幽灵火箭”可能是流星造成的。例如，在目击的最高峰期间，也就是1946年8月9日和11日，这段时期恰好也是当年英仙座流星雨的爆发最高峰。然而，大多目击事件并不发生在流星雨的活动期，而且军方收集的关于“幽灵火箭”的技术参数与流星并不一致，没有有力证据能够证明“幽灵火箭”就是流星。

### 德军导弹说
当时，世界上能够掌握并生产火箭的只有原纳粹德国，而1946年正值纳粹德国投降不久，调查怀疑苏军正在德国佩内明德的纳粹德军火箭基地对缴获的V－1和V－2导弹进行发射试验。

然而，目击者表示，并未发现“幽灵火箭”有排气尾迹，而且这些物体经常呈水平方向飞行，与导弹不相符。经过调查，瑞典方面认为“幽灵火箭”并不是德军导弹，而且也没有迹象表明苏军正在进行导弹试验。同时，英美方面也不认同导弹的说法，因为没能找到导弹碎片印证猜疑。

### 外星人操控说
1946年8月14日，美国《纽约时报》报道称，美国副国务卿迪安·艾奇逊对“幽灵火箭”案件十分感兴趣。同时，美国陆军航空队接到指示，对“幽灵火箭”进行彻查。8月22日，在写给哈里·S·杜鲁门总统的一份秘密备忘录中，中情局局长霍伊特·范登堡认为“幽灵火箭”不可能是苏联的秘密武器，因为它的构造已经超出了当时的军事科技水平。为此，美国政府命令驻守欧洲的美军指挥官约瑟夫·T·麦克纳尼将军迅速制订军事计划，以应对“天外来客”可能发起的攻击。

## 调查结论

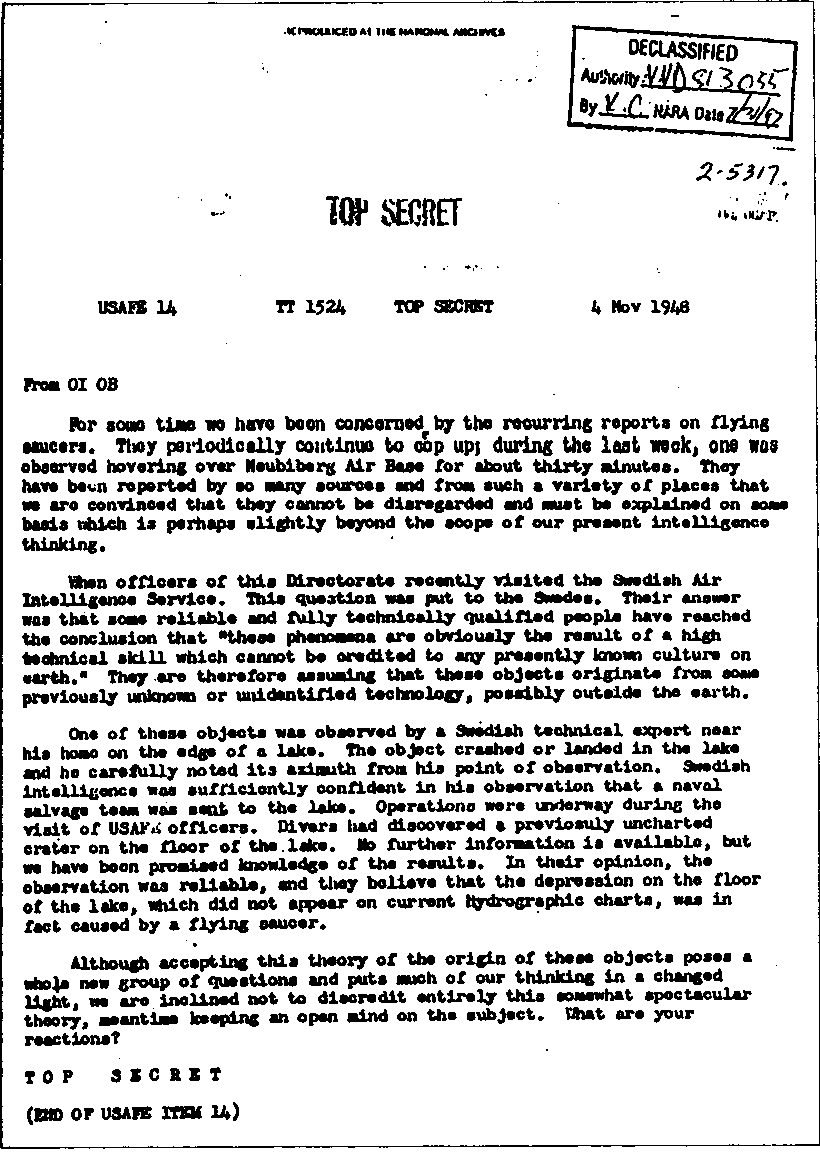
美国驻欧空军解密的美国和瑞典方面联合调查结论部分。

希腊目击事件发生后，希腊政府成立了以科学家保罗·圣托里尼博士负责的调查组，调查认为希腊目测的“幽灵火箭”实为飞越希腊的苏联导弹。
然而，曾经参与并负责希腊目击时间调查的保罗·圣托里尼博士在1967年雅典电台播出的希腊天文协会讲座中公开谈及此事时说，“其实我们早在1946年年底就发现，那些不明飞行物不是‘火箭’，但是我们什么都不能做，因为希腊军队收到国外有关部门（可能是美国国防部）的指使，下令停止事件的调查。”后来，他坦言，当年政府决定掩盖真相，他们担心一旦承认这些物体来自地外文明，那么势必会引起大家的恐慌，因为，他们并没有防御天外来客的能力。
尽管美国和瑞典关于“幽灵火箭”事件的真正结论不得而知，但是根据1997年美国驻欧空军解密的美国和瑞典方面联合调查结论显示，两国调查人员承认“幽灵火箭”应该是由外星人操控的。这份文件指出，“我们对反复收到的飞碟（此处以flying saucers指代‘幽灵火箭’）报告感到担忧，它们周期性地出现。上周一个物体在新比贝格空军基地上空停留了大约30分钟。源源不断地收到来自各地的目击报告，使得我们不能忽视它们的存在，这些物体已经超出了我们现有的知识能够解释的范畴，……，因此能够假设这些物体源于一些未知的或不明的技术，可能来自地外。”

## 参閲
- 火焰戰鬥機

## 外部連結
维基共享资源上的相關多媒體資源：幽灵火箭
- The Ghost Rockets of 1946 （页面存档备份，存于） - Saturday Night Uforia
- Extensive Ghost Rocket chronology by Joel Carpenter on Project 1947 website （页面存档备份，存于）, many documents and photos.
- See Ghost Rockets World Tour （页面存档备份，存于） by Charles Stankievech for a project that maps the history of ballistics by staging rocket launches at historic sites including Peneemünde, Helsinki, Berlin, Russia, California, Alaska and others.
- Ghost Rockets Documentation Project （页面存档备份，存于） Contains Photos, Video and links to updates of UFO Sweden's investigation.
- The Greek Ghost Rockets of 1946 The sightings in Greece and Santorinis' involvement.
- "Radio Rockets" （页面存档备份，存于） a 1946 Flight news item